# St. Joseph (Missouri)
St. Joseph város az USA Missouri államában, Buchanan megyében, melynek megyeszékhelye is. Lakosainak száma 72 473 fő (2020. április 1.).

## Népesség
A település népességének változása:

| 2010 | 76 780 |
| 2020 | 72 473 |

## Érdekességek
Az Első transzkontinentális vasútvonal tervezésénél felmerült, hogy ez a település lesz a vonal keleti végállomása.